# Ergali
Ergali (kinesiska: 二嘎里乡, 二嘎里) är en socken i Kina. Den ligger i provinsen Sichuan, i den sydvästra delen av landet, omkring 270 kilometer nordväst om provinshuvudstaden Chengdu. Antalet invånare är 2 599. Befolkningen består av 1 254 kvinnor och 1 345 män. Barn under 15 år utgör 23,0 %, vuxna 15-64 år 67 %, och äldre över 65 år 9,0 %.
Genomsnittlig årsnederbörd är 988 millimeter. Den regnigaste månaden är juni, med i genomsnitt 215 mm nederbörd, och den torraste är december, med 2 mm nederbörd.